# Rhopalizus violaceipennis
Rhopalizus violaceipennis är en skalbaggsart som först beskrevs av Max Quedenfeldt 1885.  Rhopalizus violaceipennis ingår i släktet Rhopalizus och familjen långhorningar.
Artens utbredningsområde är Angola. Inga underarter finns listade i Catalogue of Life.